# 荒木神社 (伊豆の国市)
荒木神社（あらきじんじゃ）は、静岡県伊豆の国市原木（ばらき）にある神社。伊豆国の式内社の1つである。

## 概要
国道136号の「原木交差点」の東方に鎮座している。
創建不詳だが、式内社なので『延喜式神名帳』が作られた延長5年（927年）以前に遡る。
『伊豆国神階帳』では「従四位上 あらきの明神」と記されている。
江戸時代以前には、茨木神社（茨城神社）とも称されており、古地名に田方郡茨城郷もあることなどから、社名/地名の「荒木」「原木」は「茨木・茨城」からの転訛と考えられる。
また、流人時代の源頼朝が度々参詣に訪れ、鳥居前の木に馬の鞍を掛けていたという故事に因み、鞍掛神社（鞍掛明神）とも称されていた。
明治12年（1879年）に郷社に指定、明治40年（1907年）4月12日に神饌幣帛供進社に指定された。
10月の例大祭では、市内の他の神社と同じく三番叟が行われる。

## 祭神
- 天津日子根命

## 境内
- 神木の大楠

境内社
- 貴船神社など